# Fakara
Fakara ist eine Landgemeinde im Departement Boboye in Niger.

## Geographie

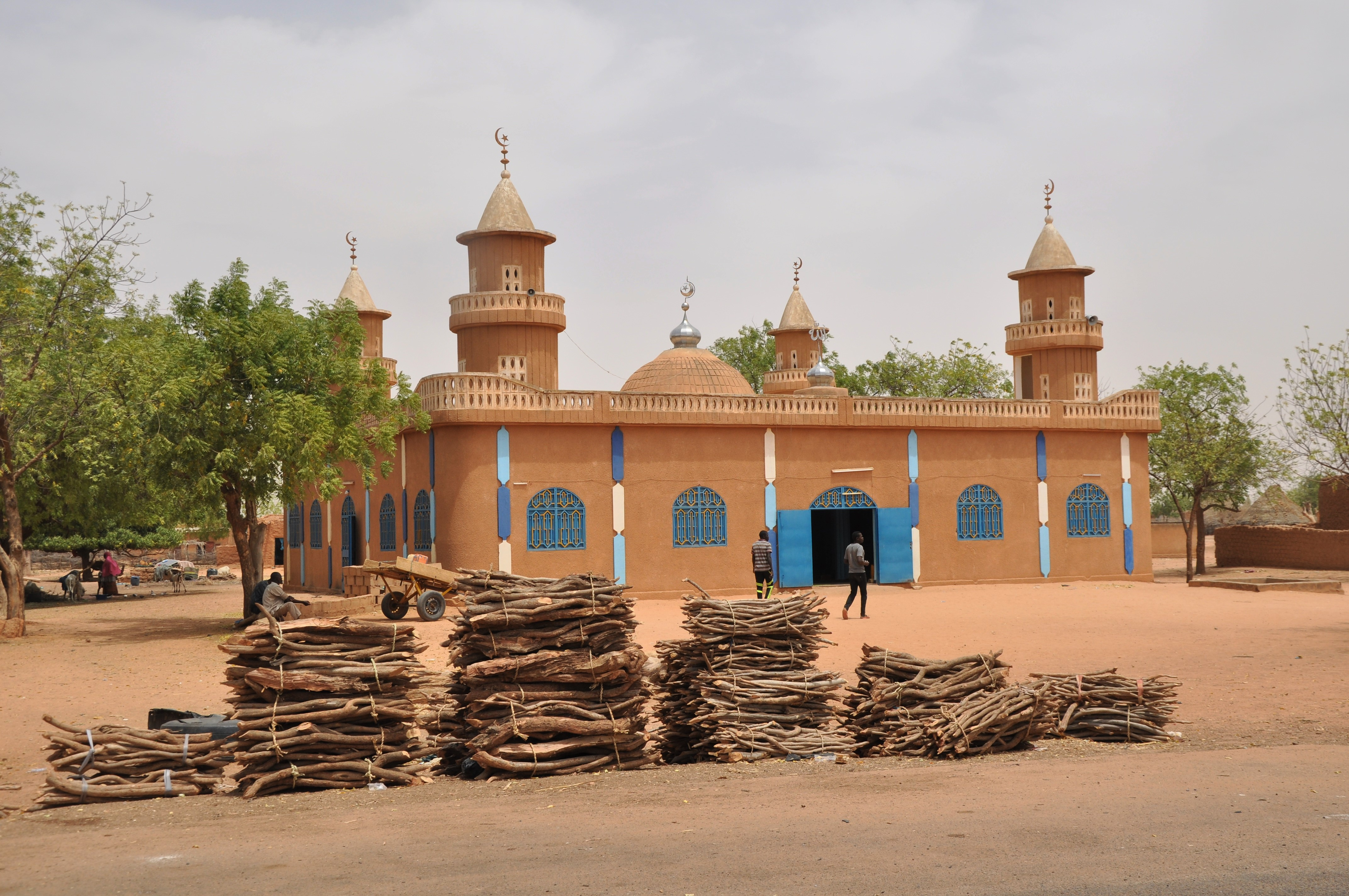
Moschee im Weiler Dareslam in der Gemeinde Fakara (2019)

Die Landgemeinde befindet sich am Übergang der Sahelzone zur Großlandschaft Sudan und liegt in der trockenen Ebene Fakara oberhalb des Flusses Niger, an den sie jedoch nicht direkt grenzt. Die Nachbargemeinden sind Kouré im Norden, N’Gonga im Nordosten, Birni N’Gaouré im Südosten, Fabidji im Süden und Kirtachi im Westen.
Bei den Siedlungen im Gemeindegebiet handelt es sich um 15 Dörfer, 22 Weiler und 5 Lager. Der Hauptort der Landgemeinde ist das Dorf Kobédey.

## Geschichte
Das Zarma-Siedlung Fakara konnte im 19. Jahrhundert eine relative Autonomie gegenüber der mächtigen Nachbarn Dosso und dessen Herrscher, dem Zarmakoye, bewahren. Die Landgemeinde Fakara entstand 2002 im Zuge einer landesweiten Verwaltungsreform aus dem nordwestlichen Teil des Kantons Birni N’Gaouré/Boboye.

## Bevölkerung

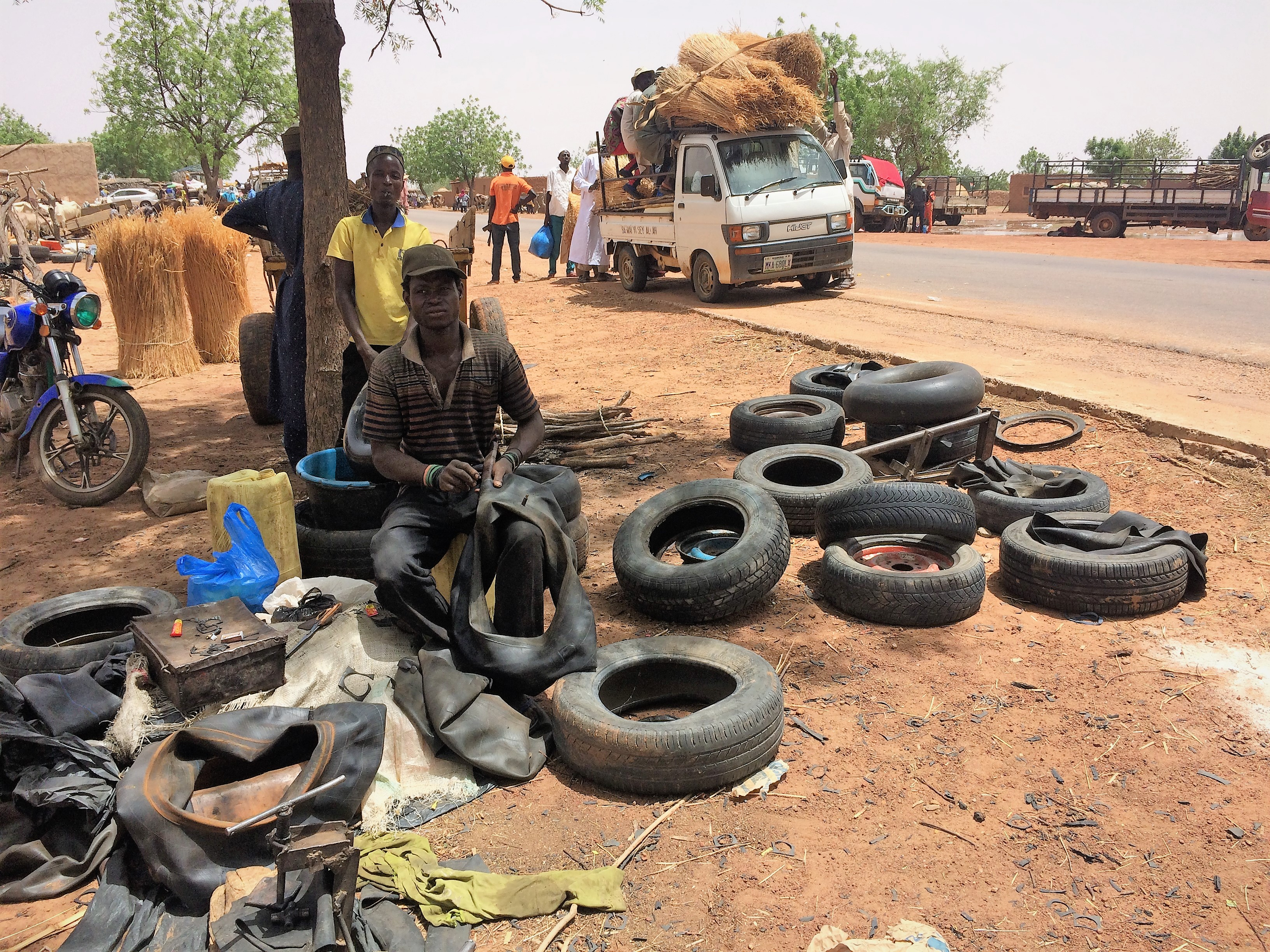
Straßenszene bei einer Reifenwerkstätte im Dorf Kodo in der Gemeinde Fakara (2019)

Bei der Volkszählung 2012 hatte die Landgemeinde 19.077 Einwohner, die in 2378 Haushalten lebten. Bei der Volkszählung 2001 betrug die Einwohnerzahl 11.796 in 1548 Haushalten.
Im Hauptort lebten bei der Volkszählung 2012 1804 Einwohner in 312 Haushalten, bei der Volkszählung 2001 1562 in 205 Haushalten und bei der Volkszählung 1988 1047 in 128 Haushalten.
In ethnischer Hinsicht ist die Gemeinde ein Siedlungsgebiet von Zarma und Fulbe.

## Politik
Der Gemeinderat (conseil municipal) hat 11 gewählte Mitglieder. Mit den Kommunalwahlen 2020 sind die Sitze im Gemeinderat wie folgt verteilt: 6 PNDS-Tarayya, 3 MODEN-FA Lumana Africa, 1 ANDP-Zaman Lahiya und 1 MPN-Kiishin Kassa.
Traditionelle Ortsvorsteher (chefs traditionnels) stehen an der Spitze der 15 Dörfer in der Gemeinde.

## Wirtschaft und Infrastruktur

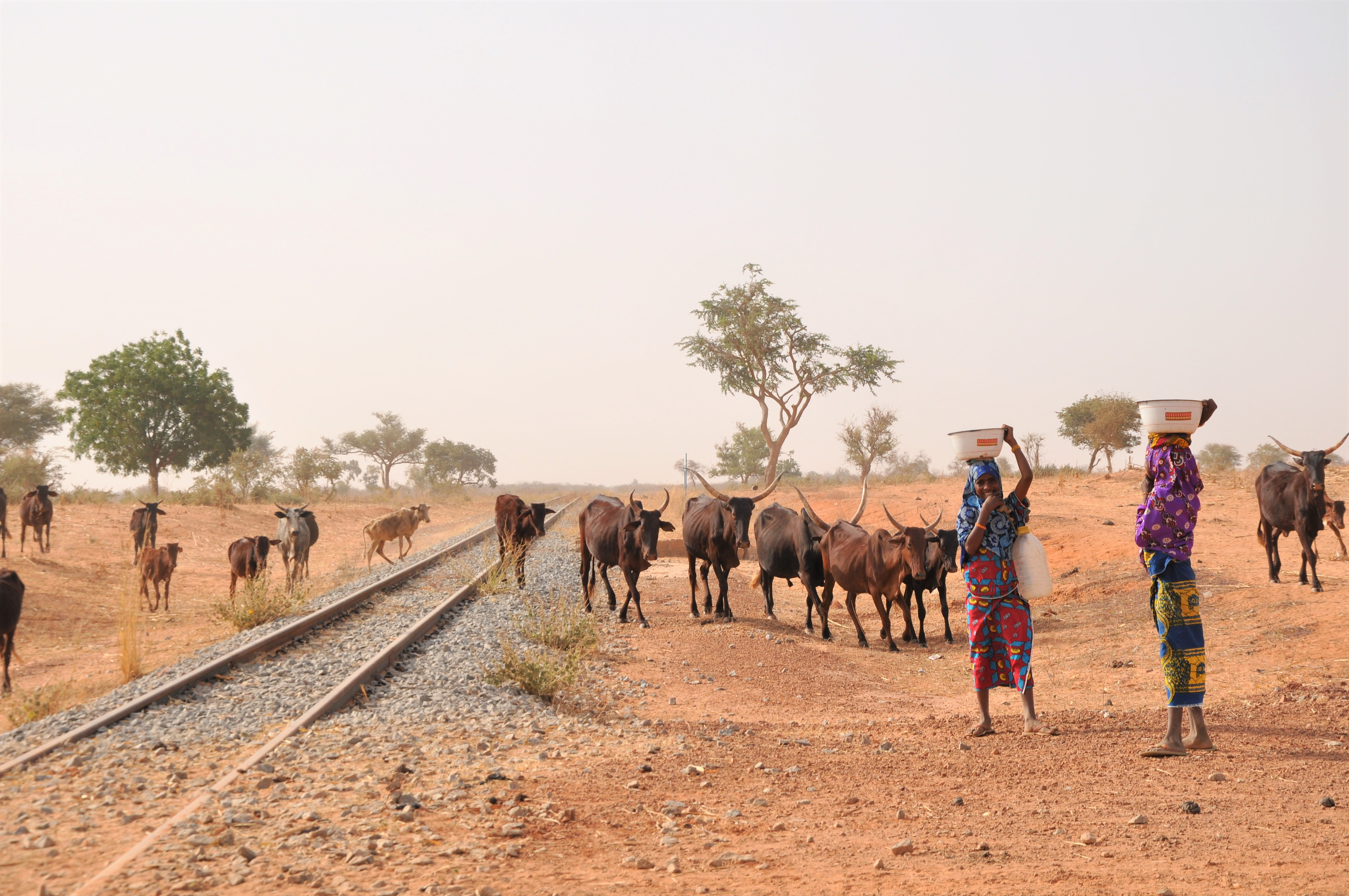
Vieh kreuzt eine nicht in Verwendung stehende Bahntrasse beim Dorf Kodo in der Gemeinde Fakara (2019)

Fakara liegt in einer Zone, in der Regenfeldbau betrieben wird. Im Dorf Kodo wird ein Wochenmarkt abgehalten.
Im Hauptort Kobédey ist ein Gesundheitszentrum des Typs Centre de Santé Intégré (CSI) vorhanden, das vom deutschen Verein Fakara-Nigerhilfe Deutschland e. V. unterstützt wurde. Der CEG Fakara ist eine allgemein bildende Schule der Sekundarstufe des Typs Collège d’Enseignement Général (CEG). Beim Centre de Formation aux Métiers de Kodo (CFM Kodo) handelt es sich um ein Berufsausbildungszentrum.
Durch den Nordosten der Gemeinde führt die Nationalstraße 1 zwischen Mali und Tschad, die längste Fernstraße Nigers. Im Dorf Kodo zweigt die Landstraße RR3-005 nach Harikanassou von der Nationalstraße 1 ab.